# Heinrich Wilhelm von Starhemberg
Heinrich Wilhelm von Starhemberg (Riedegg, 28 febbraio 1593 – Vienna, 2 aprile 1675) è stato un nobile, diplomatico e militare austriaco.

## Biografia
Nato al castello di Riedegg, nell'Alta Austria, Heinrich Wilhelm era il primogenito dei cinque figli di Reichard Starhemberg (1570–1613) e di sua moglie, della famiglia von Rogendorf. Dopo gli studi, intraprese un grand tour in Europa, attraversando la Germania, i Paesi Bassi, la Francia, l'Inghilterra e l'Irlanda. In Italia si recò a Venezia dove si interessò alle questioni diplomatiche che contrapponevano la Serenissima alla corte imperiale austriaca. Heinrich Wilheilm venne educato alla fede evangelica protestante, ma in seguito si convertì al cattolicesimo e questo gli permise di scalare le tappe della carriera al servizio degli imperiali.
Durante la Guerra dei Trent'anni combatté come comandante di un reggimento mantenuto a proprie spese, in particolare distinguendosi nella repressione della rivolta contadina in Austria (1626-1627), svolgendo nuovamente il ruolo di diplomatico nell'ambito della ricattolicizzazione dei Paesi Bassi austriaci.
L'imperatore Mattia d'Asburgo gli conferì la carica di cameriere e nel 1624 venne elevato al rango di ciambellano imperiale. Nel 1634 divenne Hofmarschall dell'arciduca Ferdinando, al fianco del quale aveva preso parte alla Guerra dei Trent'anni. Dopo l'ascesa al trono di Ferdinando (come Ferdinando III), von Starhemberg divenne Hofmarschall della corte imperiale e tale rimase anche sotto il governo di Leopoldo I. In virtù della sua posizione, svolse un ruolo importante durante l'elezione di Leopoldo a imperatore del Sacro Romano Impero a Francoforte sul Meno nella seduta del reichstag del 1657-1658. Nel 1643 ricevette il titolo di conte imperiale. Dal 1656 divenne inoltre membro del consiglio privato dell'imperatore.

## Matrimoni e figli
Heinrich Wilhelm von Starhemberg si sposò due volte. La prima moglie fu la contessa Zusana von Meggau (1615–1662), figlia di Leonard Helfried von Meggau, Hofmeister imperiale. In seconde nozze sposò nel 1662 la contessa Eleonora Františka von Lamberg (1636–1689), figlia del diplomatico Johann Maximilian von Lamberg. La differenza di età tra i due sposi era di ben 43 anni e il corteggiamento di von Starhemberg verso la giovane era stato giudicato da molti suoi contemporanei (compreso l'imperatore Leopoldo I) come ridicolo e persino scorretto, indegno di una persona della sua età. Ebbe figli solo dal primo matrimonio, ed inoltre il suo unico maschio, Christoph, morì poco dopo la nascita (1632). La figlia Helena Dorothea (1636–1688) sposò il suo lontano cugino Ernst Rüdiger von Starhemberg (1638–1701), feldmaresciallo e difensore di Vienna durante l'assedio del 1683. La figlia minore Marie Anna (1640–1679) divenne moglie del conte Lobkott Kuefstein, consigliere privarto dell'imperatore e ciambellano.